# Голубцов, Константин Анатольевич
Константи́н Анато́льевич Голубцо́в (род. 1 июня 1973) — российский легкоатлет, специалист по спортивной ходьбе. Выступал на профессиональном уровне в 2002—2007 годах, член сборной России, серебряный призёр Кубка Европы в командном зачёте, призёр первенств всероссийского значения. Представлял Москву и Орловскую область. Мастер спорта России международного класса.

## Биография
Константин Голубцов родился 1 июня 1973 года.
Окончил Чебоксарское училище олимпийского резерва и Хабаровский государственный институт физической культуры.
Впервые заявил о себе в спортивной ходьбе в январе 2002 года, когда в дисциплине 10 000 метров одержал победу на чемпионате России среди военнослужащих в Москве.
В 2003 году в ходьбе на 20 км с личным рекордом 1:20:28 выиграл бронзовую медаль на зимнем чемпионате России в Адлере. Попав в состав российской национальной сборной, выступил на Кубке Европы по спортивной ходьбе в Чебоксарах — здесь показал результат 1:24:46, закрыв двадцатку сильнейших в личном зачёте 20 км, и вместе с соотечественниками стал серебряным призёром командного зачёта. Также в этом сезоне с результатом 1:25:19 финишировал восьмым на летнем чемпионате России в Чебоксарах.
В 2004 году выиграл серебряную медаль в ходьбе на 5000 метров на Рождественском кубке в Москве. В дисциплине 20 км был восьмым на зимнем чемпионате России в Адлере и десятым на летнем чемпионате России в Чебоксарах.
В 2005 году на чемпионате России по спортивной ходьбе в Саранске показал 20-й результат на дистанции 20 км.
В июне 2006 года стал шестым на всероссийских соревнованиях в Саранске.
В 2007 году занял 21-е место на зимнем чемпионате России в Адлере, тогда как на летнем чемпионате России в Чебоксарах сошёл с дистанции. По окончании сезона завершил спортивную карьеру.
За выдающиеся спортивные достижения удостоен почётного звания «Мастер спорта России международного класса».
Впоследствии работал тренером по лёгкой атлетике в Спортивной школе олимпийского резерва № 8 имени Е. Николаевой в Чебоксарах.